# Johann I. (Kleve-Mark)

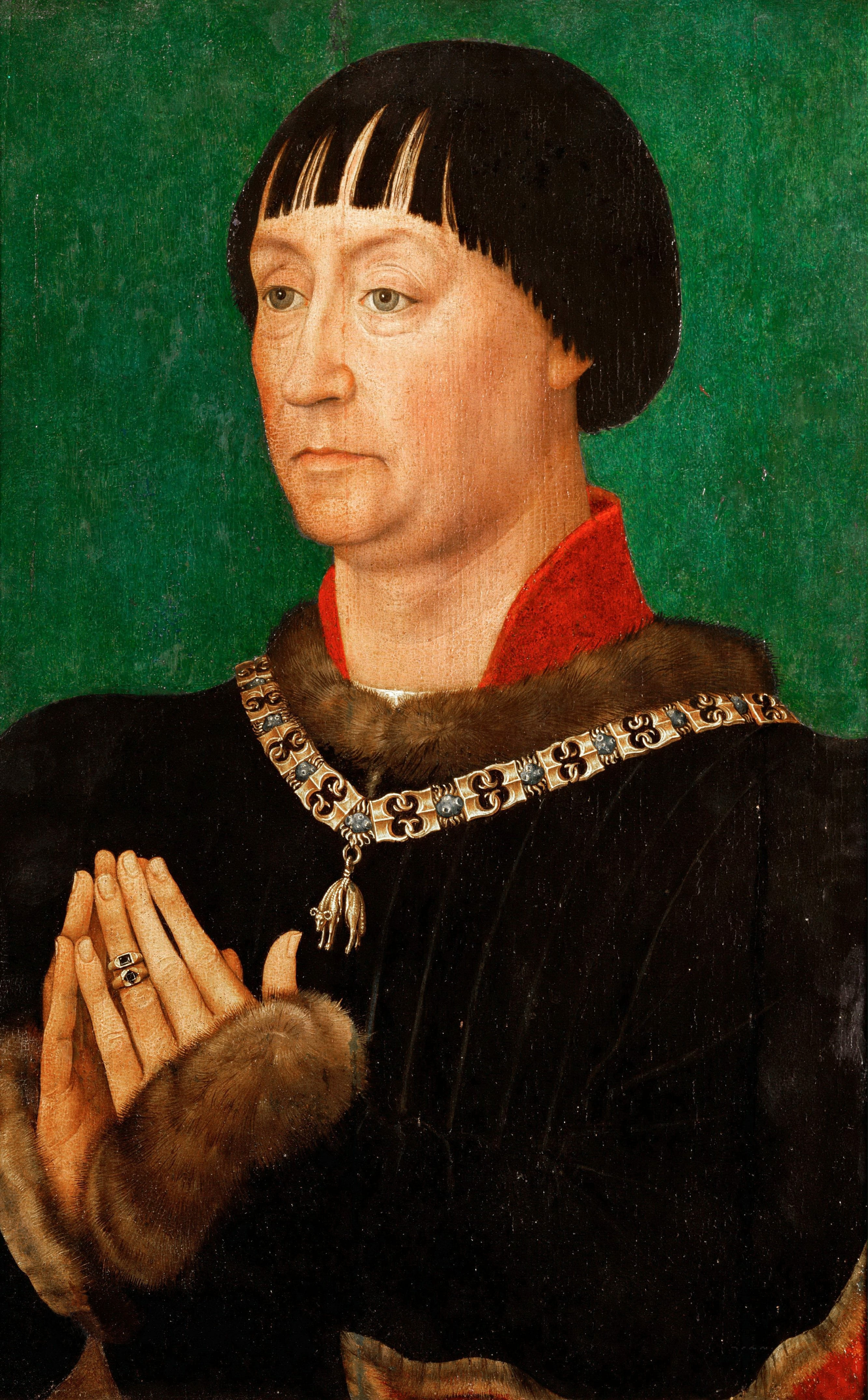
Johann I. von Kleve

Johann I. (* 14. Januar 1419; † 5. September 1481) war von 1448 bis 1481 Herzog von Kleve, Graf von der Mark und Herr von Ravenstein. Johann war der älteste Sohn von Adolf II. von Kleve und der Maria von Burgund, Tochter von Herzog Johann Ohnefurcht von Burgund.

## Leben
Seine Kindheit und Jugend verbrachte er am burgundischen Hof in Brüssel bei seinem Onkel Herzog Philipp dem Guten von Burgund. 1444 wurde Johann von seinem Vater zurück nach Kleve gerufen, um diesen in der Soester Fehde gegen den Kölner Erzbischof Dietrich von Moers zu unterstützen. In Kleve bezeichnete man ihn wegen seiner burgundischen Sitten als „dat Kint van Vlaanderen“ (‚das Kind aus Flandern‘) oder „Johanneken met de Bellen“ (‚Hänschen mit den Glocken‘). Gleichzeitig wurde Johann mit Teilen des Klever Herrschaftsbereichs ausgestattet.
Nach dem Tod Adolfs II. am 23. September 1448 trat Johann die Nachfolge in Kleve an. 1450 trat er die Herrschaften Ravenstein und Wijnendale an seinen jüngeren Bruder Adolf von Kleve als Apanage ab. Über die Grafschaft Mark konnte er erst nach dem Tod seines Onkels Graf Gerhard zur Mark 1461 frei verfügen. Die Soester Fehde wurde 1449 nach dem Sieg der klevischen Seite beigelegt. Von 1450 bis 1457 war Johann wiederum in einen Krieg mit dem Kölner Erzbischof verwickelt, abermals in der zweiten Soester Fehde 1462/63 und dem Krieg mit Erzbischof Ruprecht von der Pfalz.
Dank der Unterstützung seines Onkels Philipp III. von Burgund konnte sich Johann gegen Kurköln durchsetzen und die neu erworbenen Städte Xanten und Soest behaupten. Allerdings geriet das Herzogtum Kleve in eine gefährliche Abhängigkeit von Burgund, die Kleves Selbständigkeit bedrohte.

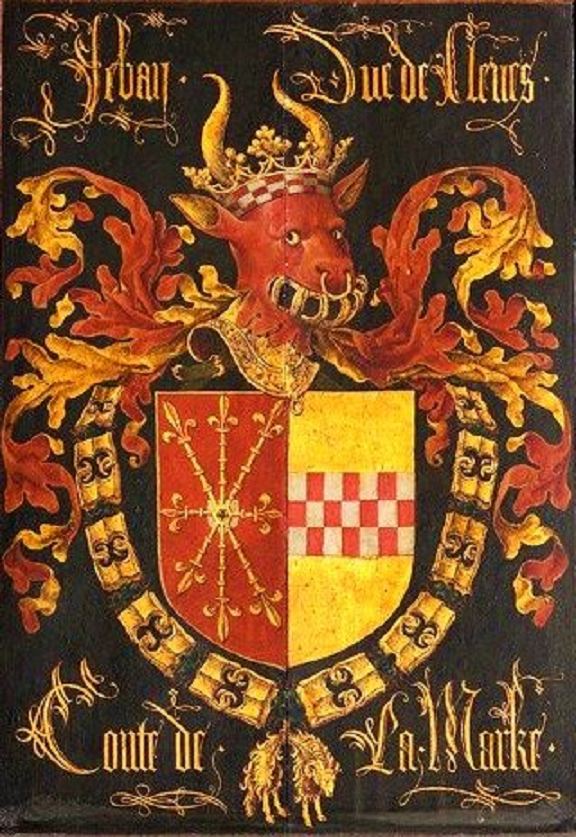
Wappen des Herzogs Johann von Kleve-Mark mit der Collane des Ordens vom Goldenen Vlies

Ein Gemälde nach einem Original von Rogier van der Weyden stellt Johann in burgundischer Hoftracht mit der Kollane des burgundischen Ordens vom Goldenen Vlies dar, in den er 1451 nach einer Pilgerfahrt nach Palästina und Ritterschlag zum Ritter vom Heiligen Grab in Mons aufgenommen wurde. Seitdem ließ er auch sein Wappen mit der prestigeträchtigen Ordenskette zieren. Die Verbindung zwischen Burgund und Kleve wurde schließlich am 22. April 1455 noch weiter durch die Ehe Johanns mit Elisabeth von Burgund, die einer Seitenlinie des Hauses Valois-Burgund entstammte, gefestigt.
In der Schlacht von Straelen erlitt Johann I. am 23. Juni 1468 gegen seinen Neffen und Widersacher Adolf von Egmond/Geldern eine Niederlage, in deren Folge die Stadt Wachtendonk von Kleve an Geldern zurückfiel. Nur mit Glück entging der Klever Herzog dabei der Gefangenschaft; indem er sich in den Schutz der Herzogin Sophia von Jülich-Berg begab.
1473 wendete sich das Blatt wieder zugunsten des Klevers, der Herzog Karl den Kühnen von Burgund beim Erwerb des Herzogtums Geldern unterstützte und so weitere Gebiete für Kleve gewinnen konnte: Weeze, Goch, Asperden, Nergena, Mook und Lobith sowie das Land Düffel und die Jurisdiktion über die Reichsabtei Elten. Außerdem gewann er so die in der Schlacht von Straelen verlorene Stadt Wachtendonk wieder für Kleve zurück.
Nach seinem Tod erbte sein ältester Sohn Johann II. das Herzogtum Kleve und die Grafschaft Mark. Sein jüngerer Sohn Engelbert erbte schließlich 1491 von seinem Großvater mütterlicherseits, Johann II. (Burgund-Nevers), die Grafschaften Nevers und Eu und begründete das Haus Kleve-Nevers.

## Nachkommen
Aus der Ehe zwischen Johann und Elisabeth von Burgund entstammten sechs Nachkommen:
- Johann II. (* 1458; † 1521), Herzog von Kleve, heiratete am 3. November 1489 Mathilda von Hessen
- Adolf (1461–1498), Domherr in Lüttich
- Engelbert (* 1462; † 1506), Graf von Nevers und Eu, heiratete am 23. Februar 1489 Charlotte von Bourbon
- Dietrich (* 1464; † jung)
- Maria (* 1465; † 1513)
- Philipp (* 1467; † 1505), Bischof von Nevers (1500–1505), Amiens (1501–1503) und Autun (1505)